# Azoia (Sesimbra)

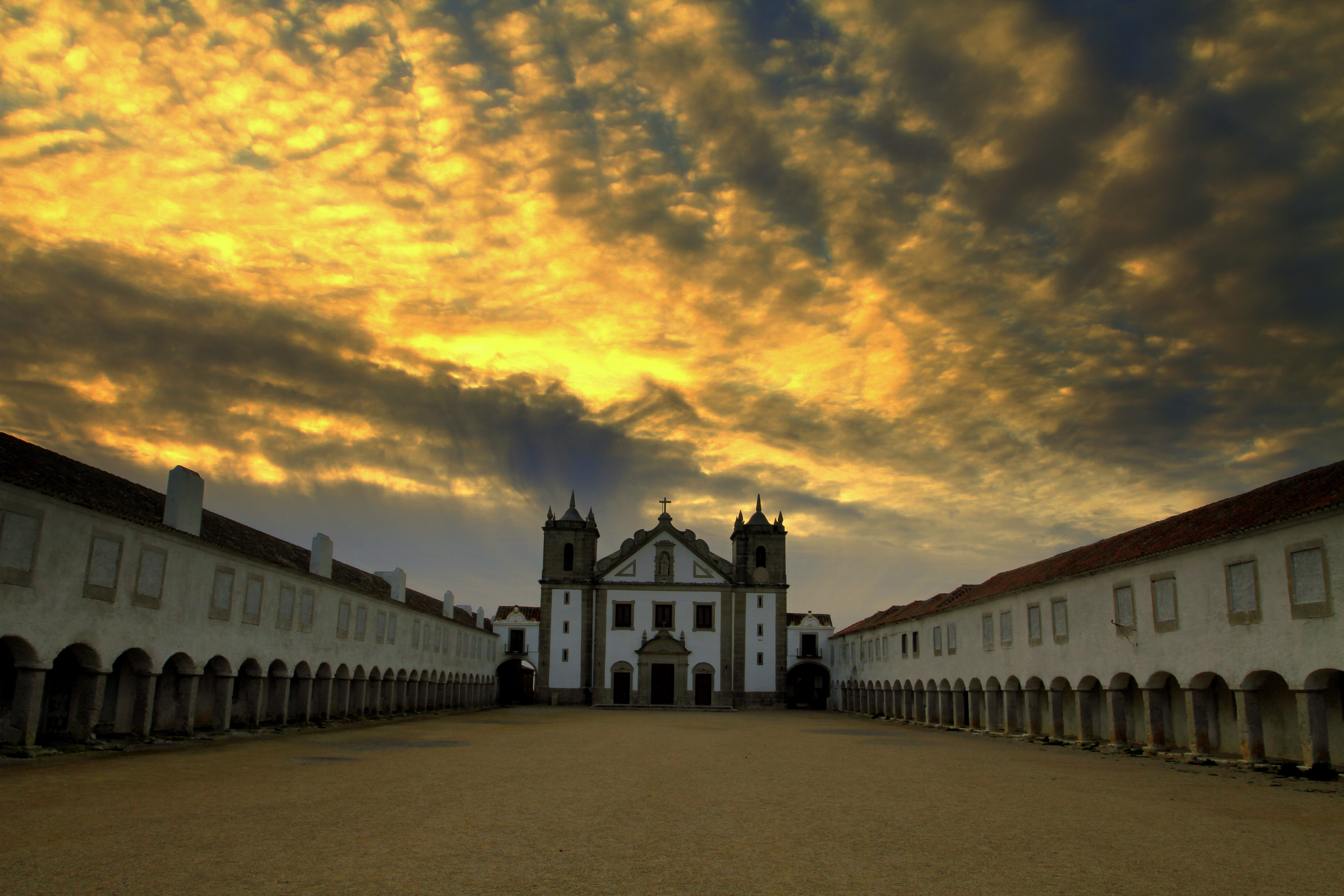
Santuário de Nª. Sª.do Cabo Espichel

Azoia é uma localidade pertencente à freguesia do Castelo, ao concelho de Sesimbra e ao distrito de Setúbal. Esta localiza-se muito perto do Santuário da Nª. Sª. do Cabo Espichel, este que é um local sagrado reconhecido muito recentemente, como património cultural.

## População

Concelho de Sesimbra

A população só do território denominado de Azoia ultrapassa a centena de habitantes. Contando com a Aldeia Nova da Azoia, a Serra da Azoia e os Casais de Azoia esse número aumenta substancialmente.

## Comércio
Nesta localidade continuam abertos os seguintes estabelecimentos comerciais:
- 2 queijarias
- 2 cafés/restaurantes
- 1 pastelaria/padaria
- 1 padaria
- 2 mini-mercados

## Ensino
A EB1/JI de Azoia é o local de ensino da aldeia. As principais disciplinas são o Português, a Matemática e o Estudo do Meio. Nesta escola existem também as Atividades de Enriquecimento Curricular (AEC), como por exemplo, Música, Atividade Física, Mundo em que Vivemos...